# 김종철 (1997년)
김종철(한국 한자: 金鍾喆, 1997년 2월 24일 ~ )은 대한민국의 전 축구 선수이며, 포지션은 미드필더였다.